# Draga

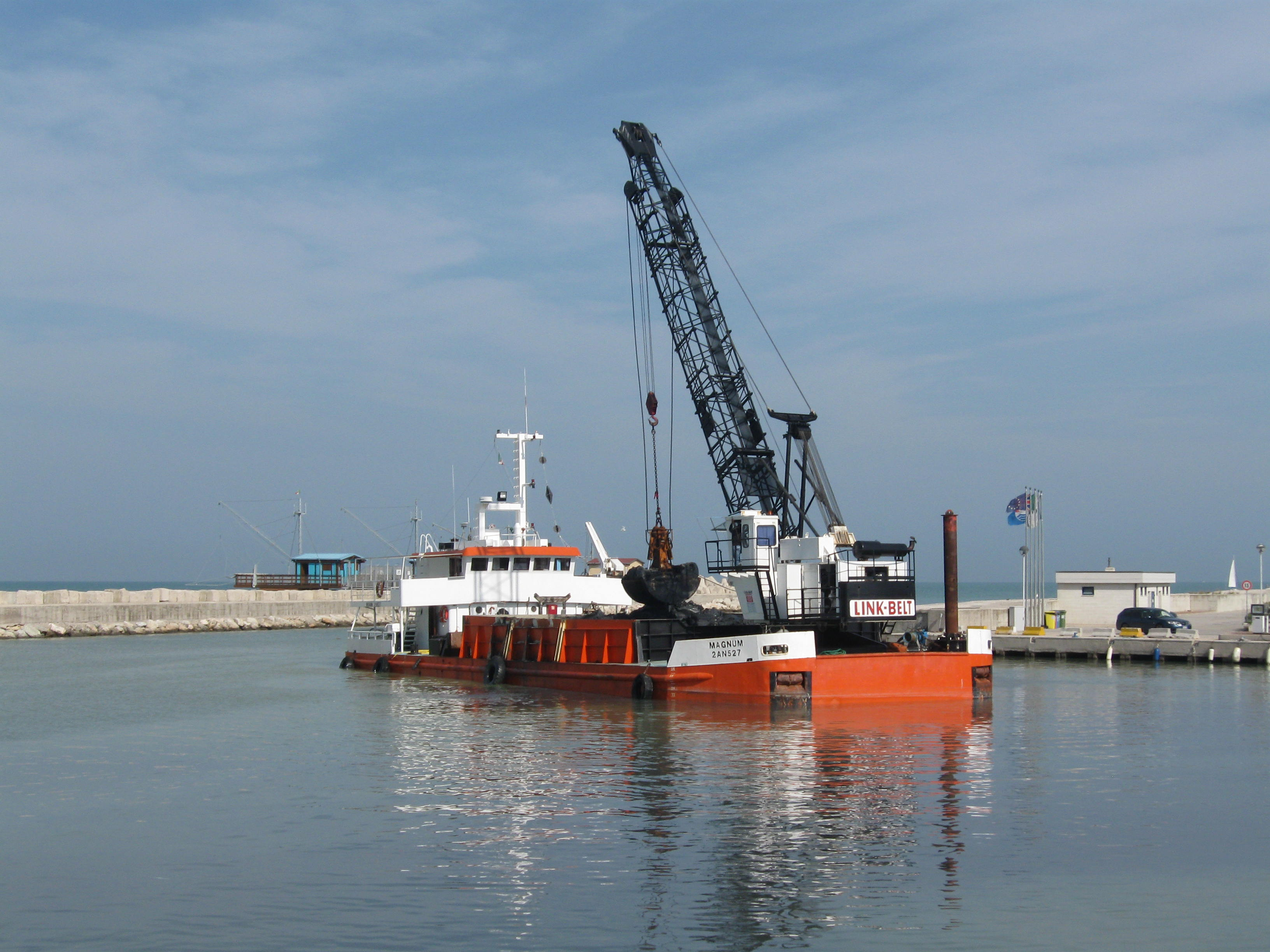
Un battello-draga in azione durante lavori di escavazione del porto di Fano.

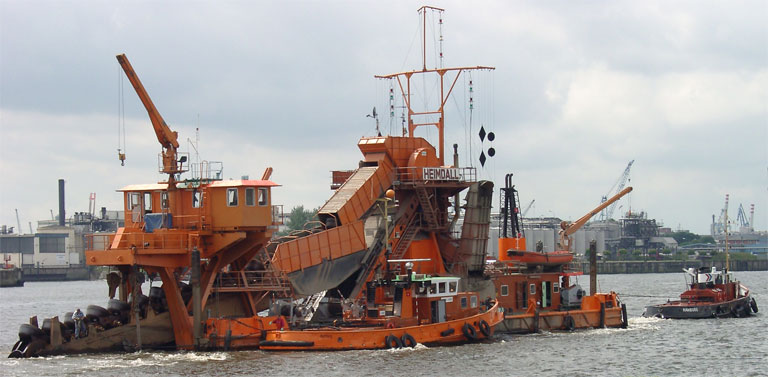
Draga a secchie.

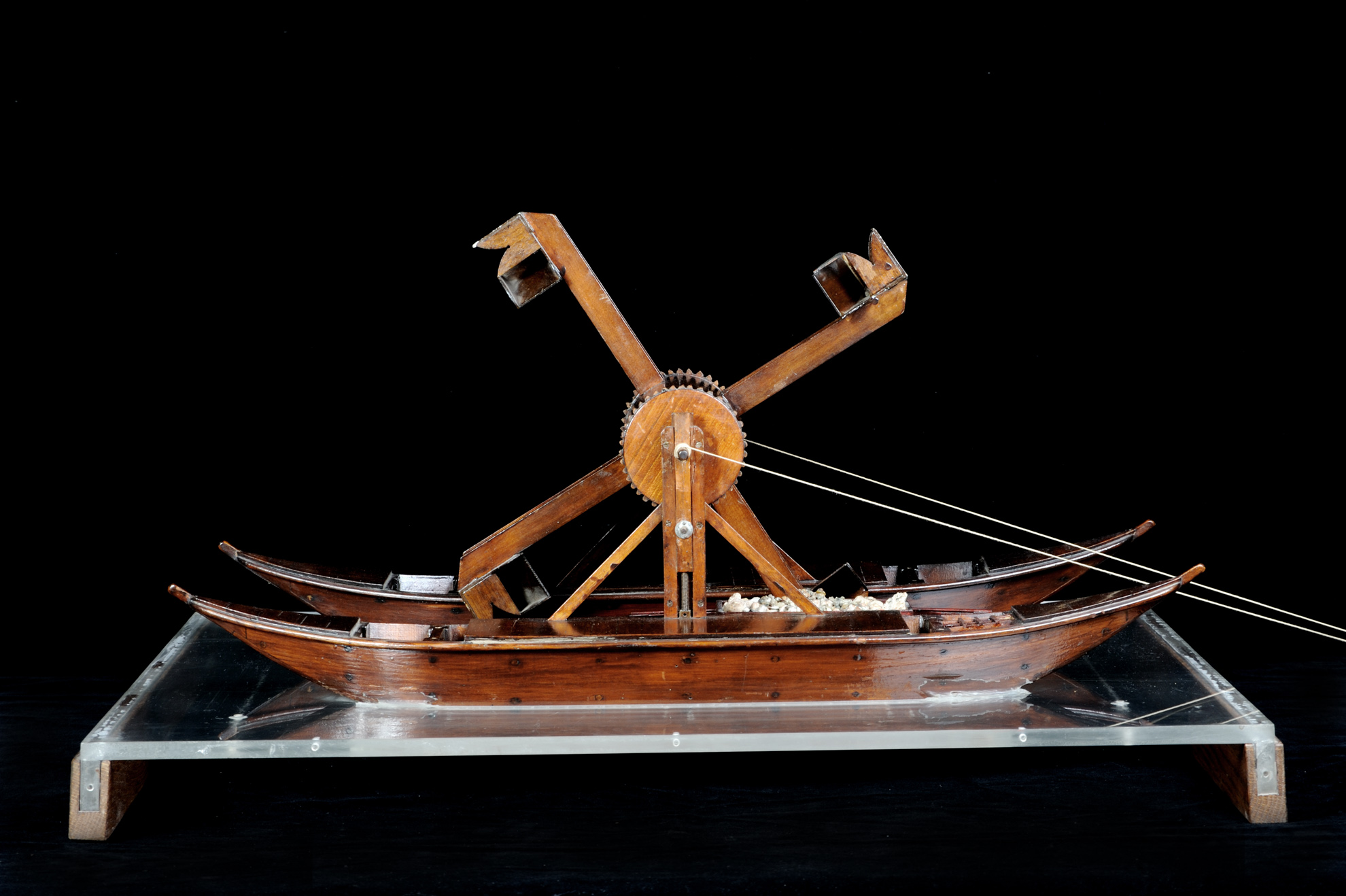
Ricostruzione di draga cavafango di Leonardo da Vinci (Manoscritto E, foglio 75 v.) esposta presso il Museo nazionale della scienza e della tecnologia Leonardo da Vinci di Milano.

La draga (o battello-draga) è un galleggiante mobile su cui è presente una macchina per l'escavazione subacquea dei fondali di porti, canali, fiumi o laghi, con lo scopo di renderli più profondi, permettendo quindi l'accesso a navi e imbarcazioni di maggiori dimensioni, o con lo scopo di asportare sedimenti come ghiaia, sabbia ecc. che si sono depositati per via dei fenomeni detti di insabbiamento (o interramento), rendendo meno sicura la navigazione.
La sua funzione è analoga all'escavatore, ma, a differenza di questo, la draga è utilizzata esclusivamente per scavi subacquei.

## Tipi
A seconda del luogo di impiego alle quali sono destinate, le draghe si distinguono in draghe marine (dalla forma simile ad una nave) e draghe fluviali (simili a zattere).
Un'altra classificazione riguarda il tipo di attrezzo utilizzato per lo scavo (similmente a quanto accade per gli escavatori). In tal senso si distingue tra draghe a benna, draghe a cucchiaio, draghe a tazze e draghe aspiranti.